# Austrocarabodes obsoletus
Austrocarabodes obsoletus är en kvalsterart som först beskrevs av Berlese 1916.  Austrocarabodes obsoletus ingår i släktet Austrocarabodes och familjen Carabodidae. Inga underarter finns listade.